# Christine Todd Whitman
Christine Todd Whitman (ur. 26 września 1946), amerykańska działaczka polityczna, członkini Partii Republikańskiej.
Ukończyła Wheaton College w 1968; pracowała w kampaniach wyborczych republikanów oraz w instytucjach rządowych, zarządzanych przez przedstawicieli Partii Republikańskiej. W 1990 nieznacznie przegrała walkę o fotel senatora USA z Billem Bradleyem. W latach 1994–2001 była pierwszą kobietą na stanowisku gubernatora stanu New Jersey.
Była wymieniana w gronie kandydatów na wiceprezydenta w kampanii wyborczej George’a Busha w 2000. W styczniu 2001 w administracji Busha objęła stanowisko administratora Agencji Ochrony Środowiska, które zajmowała do czerwca 2003.